# Sub Rebellion
Sub Rebellion (U: Underwater Unit) est un jeu vidéo de simulation de sous-marin développé par Racjin et édité par Metro3D, sorti en 2002 sur PlayStation 2.

## Accueil
- Jeux vidéo Magazine : 9/20[1]
- Jeuxvideo.com : 9/20[2]